# Destruent
I økologiske sammenhænge taler man om destruenter, som er de organismer, der lever af at omsætte detritus (dødt organisk materiale fra vira og organismer). De kaldes også for nedbrydere. Dette forløb kalder man også dissimilation.
Det drejer sig oftest om bakterier og svampe Saprobionter er en særlig slags destruenter, der ganske vist også nedbryder organisk stof, men som ikke fører processen til ende med uorganisk stof som resultat. 
Destruenter er altid heterotrofe organismer. De fuldfører stofkredsløbet og frigør uorganiske stoffer, som derefter kan bruges af de autotrofe producenter.
Under nedbrydningen kan man se to faser: Den mekaniske iturivning og den biokemiske nedbrydning. Blandt de dyr, som sørger for iturivning og spredning af den organiske masse i jorden, finder man først og fremmest regnormene, pansermiderne og springhalerne. Svampe og bakterier fører processen til ende ved biokemisk nedbrydning af de organiske forbindelser, sådan at de uorganiske stoffer atter kan benyttes af producenterne (i første række: planterne).
Destruenter er globalt set afhængige af ressourcer og substrat. De begrænses af mængden af dødt organisk materiale, men ikke af andre faktorer som sygdomme eller parasitter. Hvis det var tilfældet, ville det døde organiske materiale hurtigt ophobes, og der ville opstå fossile brændstoffer. 